# Луи Габријарг
Луи Габријарг (фр. Louis Gabrillargues; Монпеље, 16. јун 1914 — 30. новембар 1994) био је француски фудбалер. Рођен је у Монпељеу.